# Cei trei mușchetari (film din 1973)
Cei trei mușchetari (titlul original: în engleză The Three Musketeers) este un film de capă și spadă-parodie, coproducție britano-americană, realizat în 1973 de regizorul Richard Lester, după romanul omonim a scriitorului Alexandre Dumas, protagoniști fiind actorii Oliver Reed, Raquel Welch, Richard Chamberlain și Michael York.
Filmările au avut loc în Spania, iar premiera filmului a avut loc în Franța pe 11 decembrie 1973. Lucrarea este prima într-o trilogie realizată de regizor, pe baza romanelor lui Dumas despre Cei trei mușchetari, care a fost continuată anul următor cu Cei patru mușchetari (The Four Musketeers) și completată în 1989 cu Întoarcerea mușchetarilor (The Return of the Moscheeteers).

## Distribuție
- Oliver Reed – Athos
- Raquel Welch – Constance Bonacieux
- Richard Chamberlain – Aramis
- Michael York – D’Artagnan
- Frank Finlay – Porthos / O'Reilly
- Christopher Lee – contele de Rochefort
- Geraldine Chaplin – regina Ana de Austria
- Jean-Pierre Cassel – regele Louis al XIII-lea
- Spike Milligan – domnul Bonacieux
- Roy Kinnear – Planchet
- Georges Wilson – Treville
- Simon Ward – ducele de Buckingham
- Faye Dunaway – Lady de Winter
- Charlton Heston – Cardinalul Richelieu
- Joss Ackland – tată lui D’Artagnan
- Nicole Calfan – Kitty
- Michael Gothard – Felton
- Sybil Danning – Eugenie
- Gitty Djamal – Beatrice
- Ángel del Pozo – Jussac
- Rodney Bewes – spionul
- Ben Aris – Erster Musketier
- William Hobbs – atentatorul
- Gretchen Franklin – mama lui D’Artagnan
- Francis De Wolff – căpitanul

## Premii și nominalizări
- 1975 - Globul de Aur
  - cea mai bună actriță (muzical/comedie) pentru  (Raquel Welch)